# Musa van Parthië

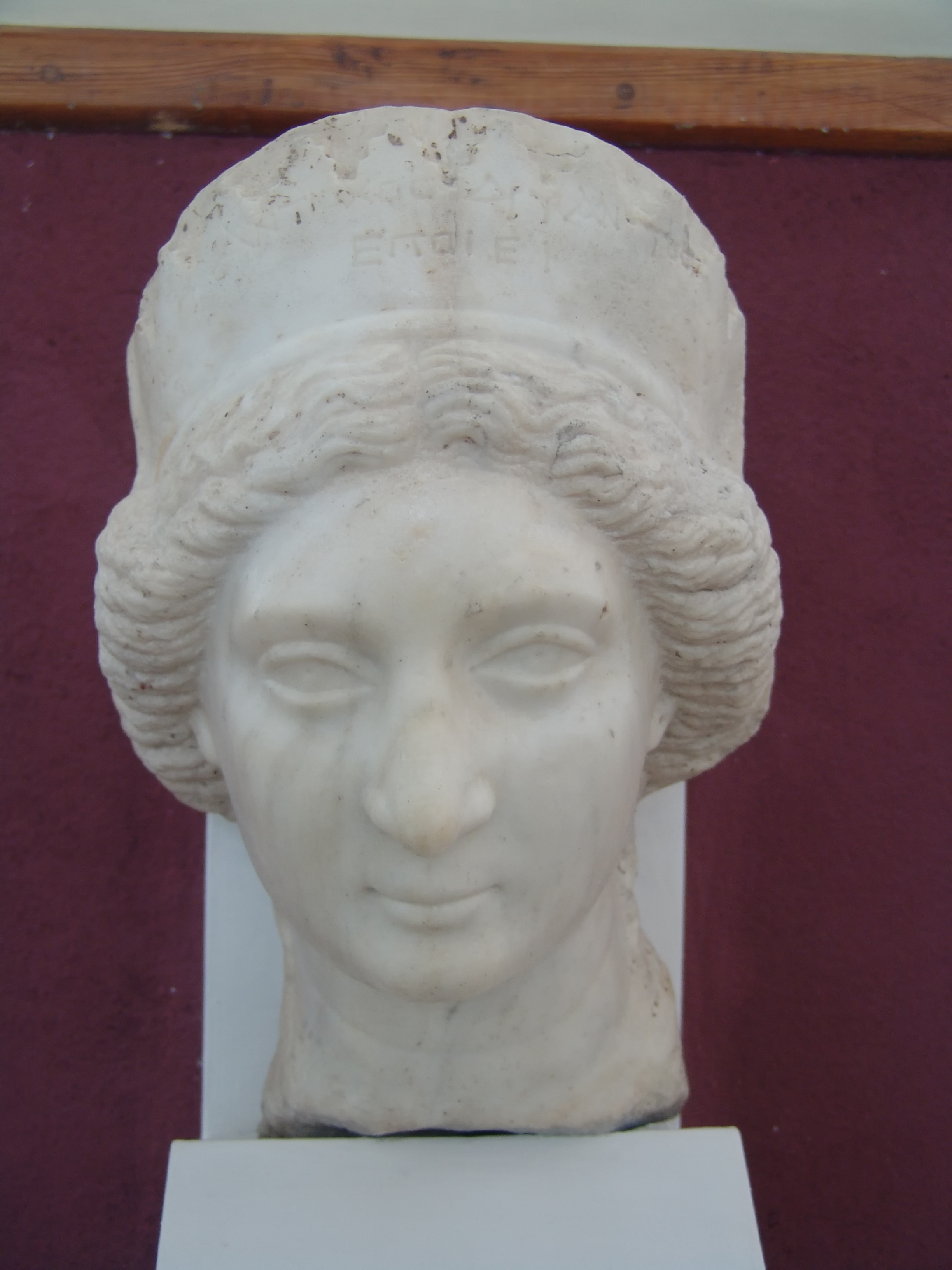
Buste van Musa, Nationaal Museum van Iran.

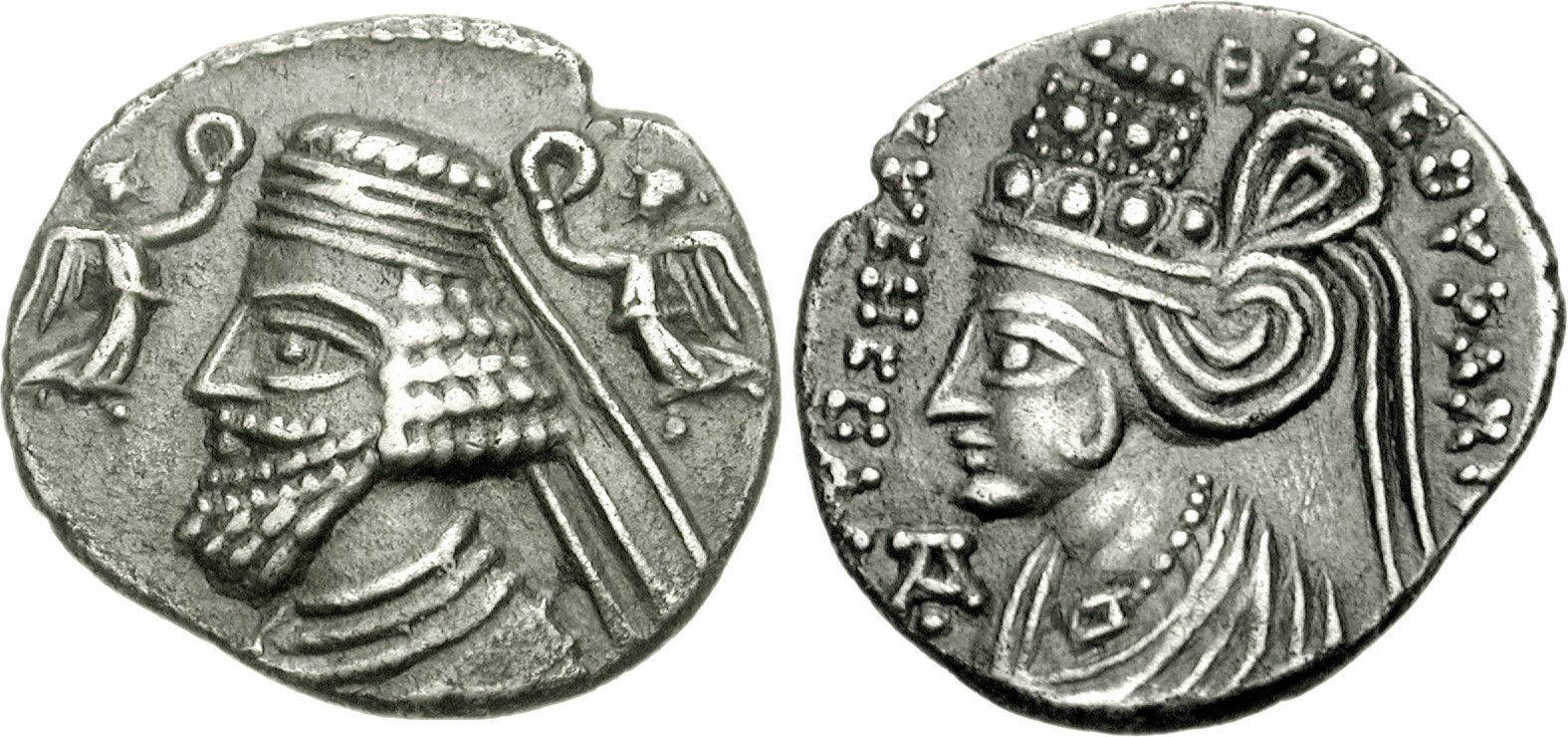
Musa en haar zoon Phraataces

Musa van Parthië was koningin van Parthië van 2 v.Chr. tot 4 na Chr.. Haar man was Phraates IV, haar zoon Phraates V.

## Achtergrond
De Slag bij Carrhae in 53 v.Chr. werd door de Romeinen beschouwd als de zwaarste nederlaag sinds de Tweede Punische Oorlog. Marcus Licinius Crassus Dives, consul van het Romeinse Rijk, verloor er het leven en speelde zijn Aquila (veldteken) kwijt aan de Parthen. Marcus Antonius probeerde in 36 v.Chr. met geweld de eer te herstellen, maar moest met zware verliezen zich terugtrekken.
Keizer Augustus was een wijzer man en ging met Phraates IV in 20 v.Chr. aan tafel zitten. Beiden kwamen een verdrag overeen waarbij een gevangengenomen zoon van Phraates IV werd uitgeleverd tegen gevangengenomen Romeinen, de Eufraat als grens tussen de beide rijken werd vastgelegd, het koninkrijk Armenië door Parthië werd erkend als cliënteelstaat van Rome en vooral de verloren gegane Aquila terugging naar Rome. Tijdens de onderhandelingen liep daar ene beeldschone Musa. Augustus gaf haar cadeau aan Phraates en zij werd al vlug zijn favoriete.

## Koningin
Toen eenmaal haar zoon was geboren, kon ze haar man overhalen zijn andere zonen samen met hun echtgenotes en kinderen te laten vertoeven in Rome. Toen deze waren vertrokken, vergiftigde zij haar man en zette haar zoontje Phraataces (verkleinvorm van Phraates V) op de troon en kroonde zichzelf als koningin. Ze ging zover, dat ze volgens Flavius Josephus , trouwde met haar zoon. Dit was een brug te ver: ze werd in 4 na Chr. samen met haar zoon van de troon gestoten en vervangen door Orodes III.